# László Beöthy

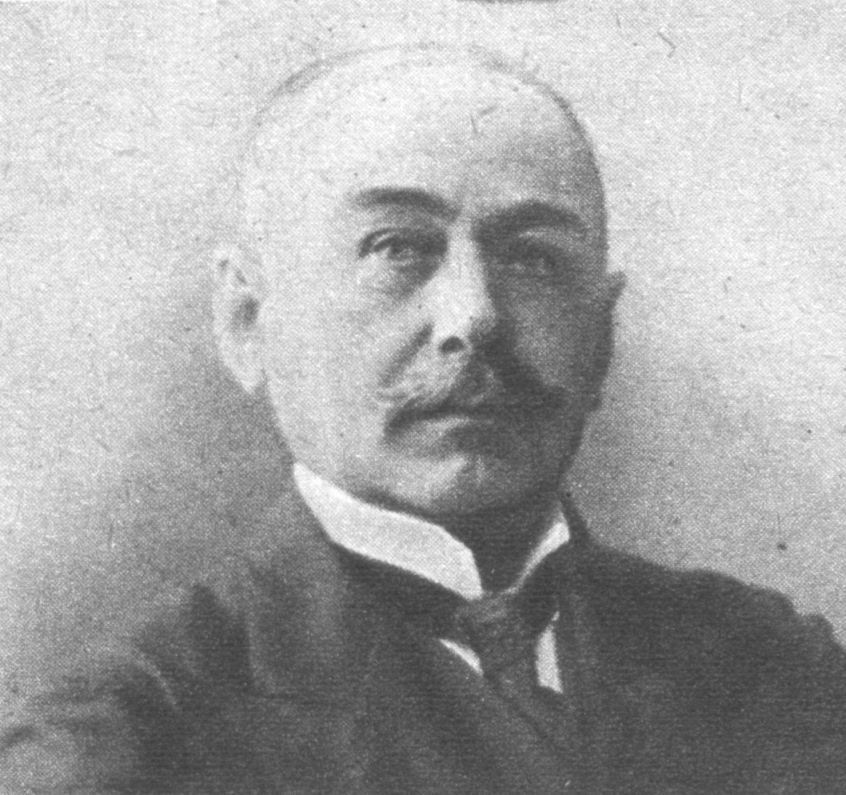
László Beöthy

László Beöthy de Bes(s)enye et Örvend (Hencida, 4 juni 1860 - Boedapest, 28 oktober 1943) was een Hongaars politicus en landeigenaar.
Na zijn rechtenstudies werd Beöthy in 1886 ondernotaris van het comitaat Bihar. In 1890 werd hij verkozen tot lid van het Huis van Afgevaardigden voor de Liberale Partij. Hij werd oppergespan van het comitaat Bihar in 1893 en oefende deze functie uit tot 1905. Van 1910 tot 1918 was hij lid van de Nationale Arbeidspartij, de opvolger van de Liberale Partij. Hij was minister van Handel in de regeringen-Khuen-Héderváry II, -Lukács en -Tisza II, van 1911 tot 1913. Hierna hield hij zich voornamelijk bezig met interne aangelegenheden van zijn partij.
Na het uitbreken van de Asterrevolutie in oktober 1918 trok hij zich terug op zijn landgoed. Na de val van de communistische Radenrepubliek werd hij aan aanhanger van het beleid beleid van graaf István Bethlen. Hij was vicevoorzitter van het Magnatenhuis van 1927 tot 1939.